# حب بلا فيزا (فلم)
حب بلا فيزا فيلم مغربي روائي، إنتاج سنة 2001، من إخراج نجيب الصفريوي، ومن بطولة: وفاء أبراغ، نوفل الحافي، عبد القادر لطفي، محمد مروازي، وهيبة بو علي. ومدة الفيلم 95 دقيقة.

## قصة الفيلم
يرتبط «علي» بنادية وينوي الزواج منها، لكن «بوفردة» صديق «علي» يعشق الفتاة نفسها. يتأزّم الوضع حين يعلم الجميع أن نادية مصابة بداء الأيدز.

## الطاقم
- نجيب الصفريوي مونتاج والمخرج
- يوسف صحراوي مدير التصوير
- محسن مغن مهندس صوت
- محمد الدرهم موسيقى تصويرية